# Quét sạch tất cả trâu quỷ rắn thần

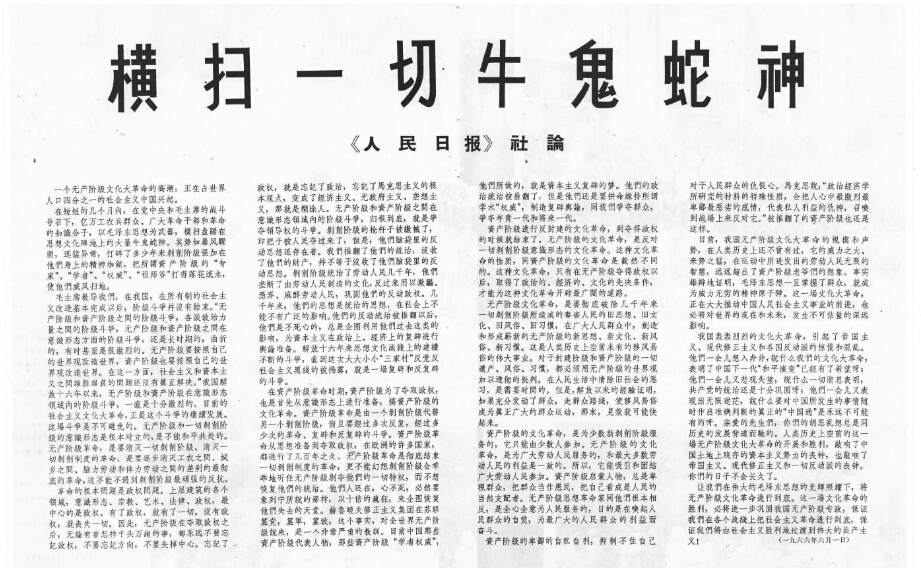
Xã luận Quét sạch tất cả trâu quỷ rắn thần

Quét sạch tất cả trâu quỷ rắn thần (tiếng Trung: 横扫一切牛鬼蛇神, Pinyin: Héngsǎo yīqiè níuguǐ shéshén, Hán-Việt: Hoành tảo nhất thiết ngưu quỷ xà thần), còn gọi là Diệt sạch trâu quỷ rắn thần, hay Quét sạch ngưu ma xà thần, là bài xã luận do Nhân Dân nhật báo đăng vào ngày 1 tháng 6 năm 1966, kêu gọi quần chúng nhân dân Trung Quốc vùng lên và "quét sạch tất cả trâu quỷ rắn thần".
Bài xã luận này tuyên bố rằng "cao trào của Đại Cách mạng Văn hóa Vô sản đang lên ở Trung Quốc xã hội chủ nghĩa, chiếm đến 1/4 dân số thế giới." Nó kêu gọi giai cấp vô sản "xóa bỏ hoàn toàn mọi tư tưởng cũ, văn hóa cũ, phong tục cũ và thói quen cũ đã đầu độc người dân Trung Quốc hàng nghìn năm, do các giai cấp bóc lột nuôi dưỡng."
"Trâu quỷ rắn thần" chỉ những người bị kết án trong Cách mạng Văn hóa, bao gồm các lãnh đạo chính phủ, trí thức và cán bộ bị kết án. Tuyên bố "quét sạch bọn trâu quỷ rắn thần" thực chất là một phần trong chiến dịch chống "Tứ cựu" và duy trì "huyết thống luận".